# Cerkiew Chrystusa Pantokratora w Nesebyrze
Cerkiew Chrystusa Pantokratora (bułg. църква „Христос Пантократор“, gr. Ναός Χριστού Παντοκράτωρος) – zabytkowa prawosławna cerkiew w bułgarskim mieście Nesebyr.
Pochodząca z XIII–XIV wieku cerkiew bywa wiązana z fundacją cara Iwana Aleksandra. Stanowi typowy przykład cerkwi wzniesionej w stylu ozdobnym, na planie krzyża wpisanego w prostokąt. Budowla o wymiarach 16 metrów długości i 6,90 metra szerokości została wzniesiona z kamienia i cegły. Do wnętrza prowadzą dwa wejścia: na ścianie południowej i na ścianie zachodniej. Ścianę wschodnią wieńczą trzy bogato zdobione apsydy. W centrum naosu znajdowały się cztery obecnie zniszczone kolumny wspierające kopułę. Ponad narteksem znajduje się czworoboczna dzwonnica, do której prowadzi kamienna klatka schodowa zbudowana w ścianie pomiędzy narteksem i naosem.
Każda ze stron budowli zdobiona jest za pomocą innych elementów. Na fasadzie znajdują się wysokie, wklęsłe nisze zwieńczone łukami. Ponad nimi znajdują się trzy rzędy dekoracyjnych krążków i cztery ulistnionych kwiatów. Fryz ze swastykami (symbolami kultu solarnego) wykonano z cegieł, znajduje się on nad apsydami na wschodniej ścianie. Bęben wspierający kopuły bogato zdobiony, posiada osiem okien zwieńczonych łukami. Formą zdobienia są naprzemienne pasy białego kamienia i czerwonej cegły, ceramiczne elementy dekoracyjne na fasadzie świątyni są barwy zielonej. Narteks jest niewielki, pod jego podłogą odkryto średniowieczny grób. Na wewnętrznych ścianach pozostały jedynie ślady oryginalnego zdobienia malarskiego.
Obecnie budowla pełni funkcje muzealne, znajduje się w niej wystawa poświęcona 18 starym mapom miasta i zatoki z IV–XIX wieku. Budowla jest jedną z najbardziej charakterystycznych budowli miasta i jedną z najlepiej zachowanych świątyń w Nesebyrze oraz jednym z najlepiej zachowanych bułgarskich zabytków sakralnych z okresu średniowiecza. Położona na głównym placu miasta i otoczona zielenią cerkiew stanowi wizytówkę miasta.